# 西非国家经济共同体停火监督部队

2005年西非国家经济共同体停火监督部队的组成国家

西非国家经济共同体停火监督部队（ECOMOG）是西非国家多边武装部队，由西非国家经济共同体组建。主要由尼日利亚武装部队提供人员与资源。 

## 历史
1981年5月29日，西非国家经济共同体在弗里敦达成防务互助协议。

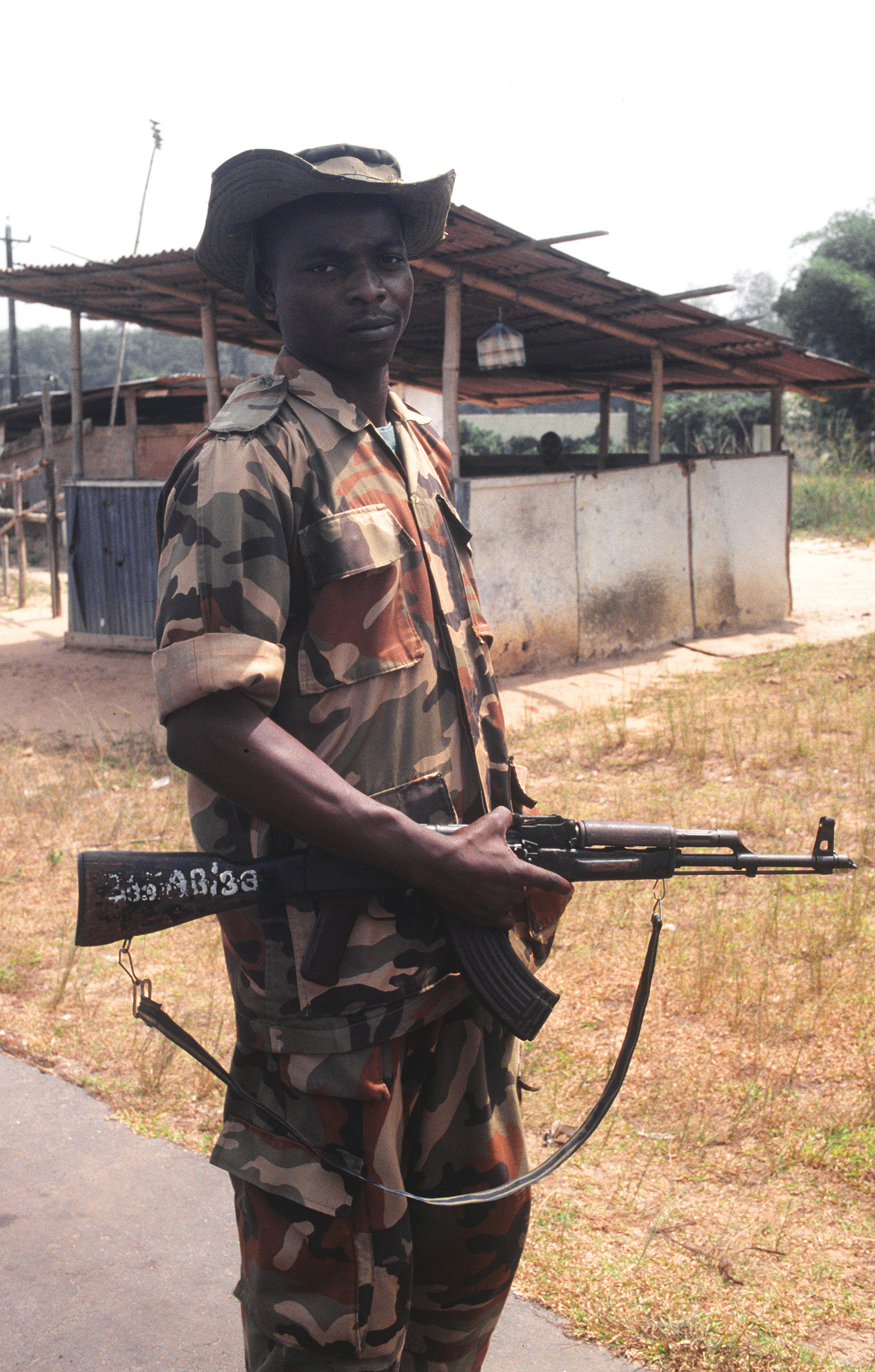
1997年，在蒙羅維亞的一名尼日利亚维和士兵。

1990年8月，西非国家经济共同体中的英语国家组建了西非国家经济共同体停火监督部队，从弗里敦乘船进入利比里亚，干涉利比里亚内战（1989-1996）。 西非国家经济共同体中的法语国家强烈反对部署维和部队。布基纳法索与科特迪瓦支持查尔斯·泰勒推翻塞缪尔·多伊。

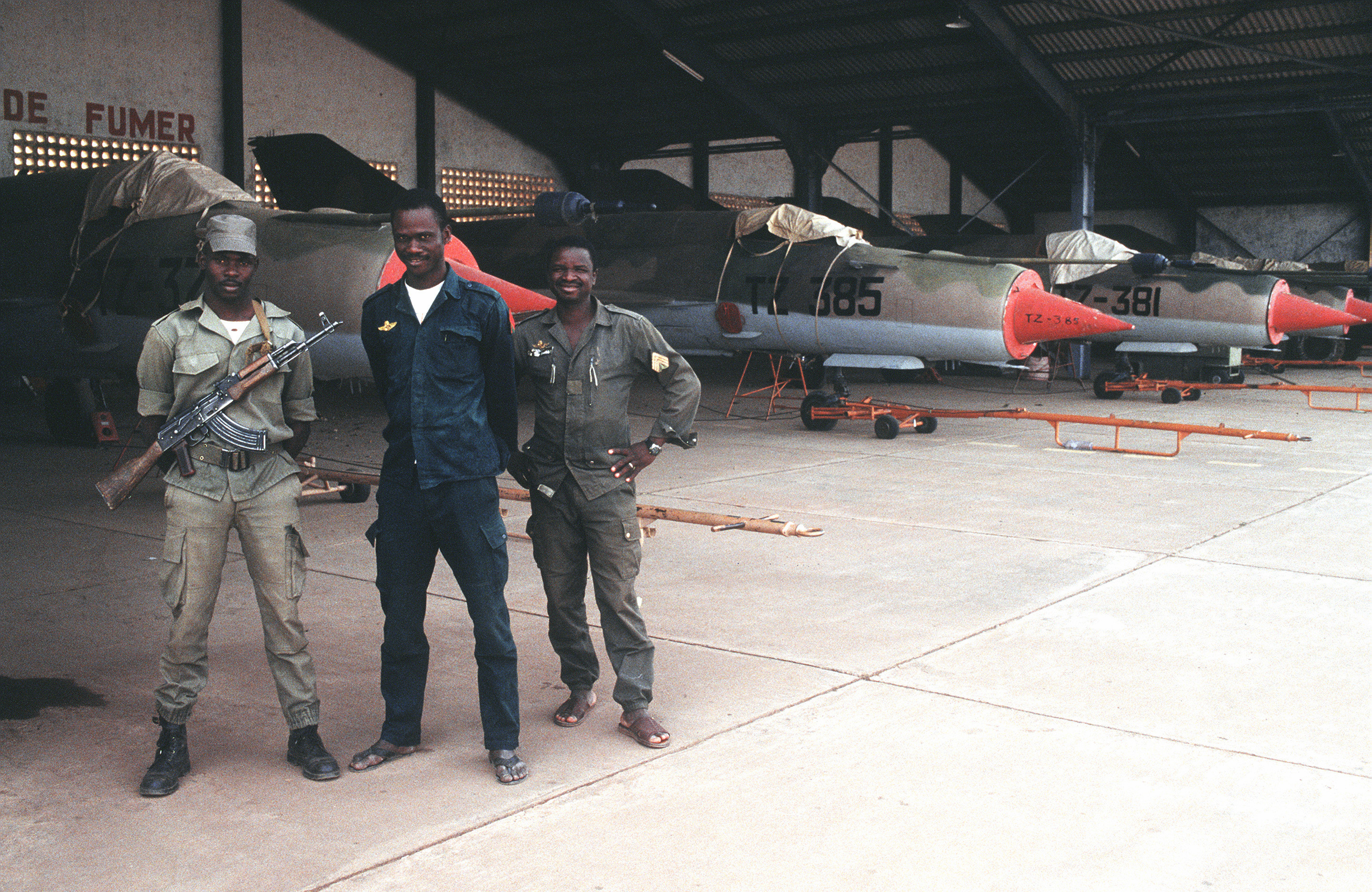
1997年，ECOMOG维和军人在巴馬科國際機場停放的马里空军的米格-21战斗机前。

1990年9月9日，塞缪尔·多伊被普林斯·约翰逊的利比里亚独立全国爱国阵线残酷虐杀后，维和部队首任司令官，加纳Arnold Quainoo中将辞职。
美国财政支持的1500名塞内加尔军队随后入场。1992年5月28日，一支塞内加尔军队在洛法县被泰勒的支持群众包围要求交出乘坐的车辆与武器，造成6名塞军死亡，随后塞内加尔退出维和。 
西非维和部队存在大量腐败、有组织掠夺、强奸等行为。
美国政府通过太平洋建筑工程公司提供了大量支援，主要是卡车与司机。美军出动5架C-130运输机的空运支援。
1997年7月19日，泰勒当选为利比里亚总统。1998年底维和部队撤出。 
西非国家经济共同体停火监督部队还部署在：
- 1997 — 塞拉利昂
- 1999 — 几内亚比绍[9]

2001年，打算部署于几内亚-利比里亚国境，但因为财政匮乏而流产。
2003，在美国压力下，西非国家经济共同体停火监督部队重新进驻蒙罗维亚，介入第二次利比里亚内战。随后被联合国利比里亚特派团取代。 

## ECOMOG司令官
西非国家经济共同体停火监督部队指挥官：

### 利比里亚
| 司令官                 | 国籍     | 头衔       | 日期              |
| ---------------------- | -------- | ---------- | ----------------- |
| Arnold Quainoo中将     | 加纳     | 部队司令官 | 1990/7 - 1990/9   |
| Joshua Dogonyaro少将   | 尼日利亚 | 野战司令官 | 1990/9 - 1991/1   |
| Rufus Kupolati少将     | 尼日利亚 | 野战司令官 | 1991/1 - 1991/9   |
| Ishaya Bakut少将       | 尼日利亚 | 野战司令官 | 1991/9- 1992/10   |
| Tunji Olurin           | 尼日利亚 | 野战司令官 | 1992/10 - 1993/10 |
| John Shagaya少将       | 尼日利亚 | 野战司令官 | 1993/10 - 1993/12 |
| John Mark Inienger少将 | 尼日利亚 | 野战司令官 | 1993/12 - 1996/8  |
| Victor Malu少将        | 尼日利亚 | 部队司令官 | 1996/8 - 1998/1   |
| Timothy Shelpidi 少将  | 尼日利亚 | 部队司令官 | 1998/1 - 1999/3   |
| Felix Mujakperuo少将   | 尼日利亚 | 部队司令官 | 1999              |

### 塞拉利昂
| 司令官                 | 年份 |
| ---------------------- | ---- |
| Gabriel Kpamber少将    | 2000 |
| Abu Ahmadu 准将        | 2000 |
| Maxwell Khobe上将      | 1999 |
| Felix Mujakperuo 少将  | 1999 |
| Abdul One Mohammed准将 | 1998 |